# Maywood (Califórnia)
Maywood é uma cidade localizada no estado americano da Califórnia, no condado de Los Angeles. Foi incorporada em 2 de setembro de 1924.

## Geografia
De acordo com o United States Census Bureau, a cidade tem uma área de 3,1 km², onde todos os 3,1 km² estão cobertos por terra.

### Localidades na vizinhança
O diagrama seguinte representa as localidades num raio de 8 km ao redor de Maywood.

## Demografia
Segundo o censo nacional de 2010, a sua população é de 27 395 habitantes e sua densidade populacional é de 8 963,79 hab/km². É a cidade mais densamente povoada da Califórnia. Possui 6 766 residências, que resulta em uma densidade de 2 213,87 residências/km².